# Équipe d'Italie de baseball
Uniformes
L'équipe d'Italie de baseball représente la Fédération d'Italie de baseball lors des compétitions internationales, comme le Championnat d'Europe de baseball ou la Coupe du monde de baseball notamment.
La sélection italienne participe à la Classique mondiale de baseball 2009 qui se tient du 5 au 23 mars 2009 et signe une étonnante victoire 6-2 face au Canada à Toronto le 9 mars.
Le prochain rendez-vous international de la sélection italienne est la Classique mondiale de baseball 2013.

## Palmarès
Jeux olympiques
- 1992 : 7e
- 1996 : 6e
- 2000 : 6e
- 2004 : 8e
- 2008 : non qualifiée

Classique mondiale de baseball
- 2006 : éliminée au 1er tour
- 2009 : éliminée au 1er tour
- 2013 : éliminée au 2e tour
- 2017 : éliminée au 1er tour
- 2023 : Quarts de finale

Coupe du monde de baseball
| - 1970 : 10e - 1971 : 8e - 1972 : 15e - 1973 : non qualifiée - 1974 : 4e - 1976 : non qualifiée - 1978 : 6e |  | - 1980 : 6e - 1982 : 10e - 1984 : 11e - 1986 : 6e - 1988 : 9e - 1990 : 10e - 1994 : 7e |  | - 1998 : 4e - 2001 : 11e - 2003 : 14e - 2005 : non qualifiée - 2007 : 11e - 2009 : 14e |

Championnat d'Europe de baseball
| - 1954 : 1er - 1955 : 4e - 1956 : 3e - 1957 : 3e - 1958 : 2e - 1960 : 2e - 1962 : 2e - 1964 : 2e - 1965 : 2e - 1967 : non qualifiée |  | - 1969 : 2e - 1971 : 2e - 1973 : 2e - 1975 : 1er - 1977 : 1er - 1979 : 1er - 1981 : 2e - 1983 : 1er - 1985 : 2e - 1987 : 2e |  | - 1989 : 1er - 1991 : 1er - 1993 : 2e - 1995 : 2e - 1997 : 1er - 1999 : 2e - 2001 : 3e - 2003 : 5e - 2005 : 2e - 2007 : 7e |  | - 2010 : 1er |

Coupe intercontinentale de baseball
| - 1973 : 6e - 1975 : 7e - 1977 : non qualifiée - 1979 : non qualifiée - 1981 : non qualifiée - 1983 : 4e |  | - 1985 : non qualifiée - 1987 : 9e - 1989 : 8e - 1991 : 7e - 1993 : 8e - 1995 : 10e |  | - 1997 : 6e - 1999 : 6e - 2002 : 7e - 2006 : 6e - 2010 : 3e |